# Arberella grayumii
Arberella grayumii är en gräsart som beskrevs av Gerrit Davidse. Arberella grayumii ingår i släktet Arberella och familjen gräs.
Artens utbredningsområde är Costa Rica. Inga underarter finns listade i Catalogue of Life.